# Hoşyar Kadın
Hoşyar Kadın († um 1859 in Mekka) war die fünfte Gemahlin des osmanischen Sultans Mahmud II.

## Leben
Die genaue Herkunft von Hoşyar Kadın ist unbekannt. Es wird vermutet, dass sie die Tochter eines Arabers war und aus Tunesien entführt wurde; Dokumente in der von ihr gestifteten Moschee weisen aber auch darauf hin, dass sie eine nichtislamische Herkunft gehabt haben könnte. Adoptiert wurde sie in Istanbul von der osmanischen Prinzessin Beyhan Sultan, einer Tochter von Sultan Mustafa III. und Cousine von Sultan Mahmud II.
Im Jahr 1810 veranstaltete Beyhan Sultan ein großes Bankett zu Ehren ihres Bruders Mahmud. Hoşyar Kadın erzählte später, sie habe sich vor dem Sultan versteckt, um nicht in einem goldenen Käfig leben zu müssen, doch der Sultan habe die Gemächer durchstöbert, sie entdeckt und sofort um ihre Hand angehalten. Beyhan stimmte seinem Angebot zu und Hoşyar zog nach wenigen Tagen in einer großen Zeremonie und überhäuft mit Geschenken als Mitgift in den kaiserlichen Harem ein. Der Sultan soll sich in den ersten zehn Tagen sehr um Hoşyar Kadın bemüht haben, zeigte sich nach dieser Zeit aber kaum mehr bei ihr.
Sie erhielt den Titel einer „vierten Kadın“. Am 29. Juni 1812 gebar sie ihre erste Tochter Mihrimah Sultan. Zwei Jahre später folgte am 14. Oktober 1814 die Tochter Şah Sultan, die aber schon im Alter von zwei Jahren am 13. April 1817 starb. In dieser Zeit wurde Hoşyar Kadın zur „dritten Gemahlin“ befördert und wurde schließlich „zweite Gemahlin“.
Als die Zeit gekommen war, der ältesten Tochter Mihrimah Sultan einen Ehemann zu verschaffen, beschloss Hoşyar, dass die Tochter ihre Wahl selbst treffen solle. Sie zeigte ihr die Porträts mehrerer junger Männer und Mihrimah entschied sich für Said Pascha, den Mihrimah 1835 heiratete. Kurz nach seiner Heirat mit ihrer Tochter erregte Said Pascha allerdings Mahmuds Missfallen und wurde vom Sultan in eine Provinz verbannt. Tochter und Ehefrau des Sultans waren entsetzt und verärgert. Zu diesem Zeitpunkt war sich Hoşyar ihres Einflusses wohl hinreichend sicher, um Mahmud direkt um Gnade zu ersuchen und tat dies in einem Brief. Es folgten zwei Dankesbriefe. Einer, als Mahmud ihrer Bitte nachkam und befahl, Said Pascha nach Istanbul zurückzubringen, der andere, als er ankam. Es vergingen allerdings nur wenige Monate, bis Mihrimah 1838 bei der Geburt eines Kindes starb. Mit dem Tod von Mahmud im Jahr 1839 verlor sie ihren Einfluss am Hof.
Sie musste den Palast verlassen und bezog einen Palast in Tarlabaşı gegenüber dem Dolmabahçe-Palast. Hier traf sie Melek Hanim, die Frau des Großwesirs Kıbrıslı Mehmed Emin Pasha. Melek beschrieb sie als groß und blond und betonte ihre überaus weiße Haut. Da Hoşyar wusste, dass Melek in Europa gewesen war, befragte sie Melek intensiv über die Sitten und Gebräuche der Christen, über die Art und Weise des Städtebaus, die Bälle und Empfänge, die Theater und die Architektur der Paläste.
Über Hoşyar Kadıns wohltätige Bautätigkeit ist nicht viel bekannt. Vor 1840 gab sie in Elhac (Kasımpaşa) einen Brunnen in Auftrag. Im Jahr 1844 ließ sie eine Schule in Burgas errichten und gab auch eine Moschee in Auftrag.
Im Jahr 1859 begab sich Hoşyar auf eine Wallfahrt nach Mekka, wo sie 1859 oder 1860 starb.

## Familie
Gemeinsam mit Mahmud hatte Hoşyar zwei Töchter:
- Mihrimah Sultan (1812–1838), bestattet in der Türbe von Nakşidil Sultan, verheiratet, ein Kind[17]
- Şah Sultan (1814–1817), bestattet in der Nuruosmaniye-Moschee[18]

## Rezeption
- Im historischen Seriendrama Kalbimin Sultanı aus dem Jahr 2018 wird Hoşyar von der türkischen Schauspielerin Beste Kökdemir verkörpert.